# Dictyotales
Dictyotales es un extenso orden de la clase Phaeophyceae (algas pardas).  Los miembros de este orden generalmente prefieren aguas más cálidas que otras algas pardas. Un género de este orden, Padina, es calcáreo, el único miembro calcáreo de este filo.